# Osteochilus bleekeri
Osteochilus bleekeri és una espècie de peix cipriniforme de la família dels ciprínids.